# Olive Mary Hilliard
Olive Mary Hilliard, född Hillary, 4 juli 1925 i Durban, Sydafrika, död 30 november 2022, var en sydafrikansk botaniker och taxonomist.

## Biografi
Hilliard fick sin utbildning vid Natal University under åren 1943-1947 där hon avlade en masterexamen och senare en doktorsexamen. Hon arbetade 1947–1948 vid National Herbarium of Pretoria och var föreläsare i botanik vid Natal University från 1954 till 1962. År 1963 blev hon kurator för herbariet vid Natal University och forskarassistent. Hennes speciella intresseområden var floran i Natal och taxonomierna Streptocarpus, Compositae och Scrophulariaceae.
År 1964 inledde hon ett professionellt och personligt samarbete med Brian Laurence Burtt (1913–2008) som spelade en stor roll i vitaliseringen av ett döende Royal Botanic Garden Edinburgh. Deras samarbete resulterade i ett stort antal rapporter och tre böcker, Streptocarpus: An African Plant Study (1971), The Botany of the Southern Natal Drakensberg (1987), och Dierama: The Hairbells of Africa (1991).
Hilliards insamlade arter, främst från Natal Drakensberg och Malawi, uppgår totalt till cirka 8 000 (varav 5 000 insamlade tillsammans med B.L. Burtt). Hon hedras i artnamnen Plectranthus hilliardiae Codd, Schizoglossum hilliardiae, Kupicha, Cymbopappus hilliardiae, B.Nord., Agalmyla hilliardiae, D. J. Middleton & SMScott och Helichrysum hilliardiae, Wild.
Standard författarförkortning Hilliard används för att indikera henne som författare eller när botaniska namn citeras.